# 硫代碳酸
硫代碳酸是一种无机化合物，为碳酸中的氧被硫取代产生的化合物，其分子式为H2CS3。

## 制备
用硫氢化物(SH-)在碱性溶液中，和二硫化碳反应得到硫代碳酸盐：
- CS2 + SH− → S2CSH−
- S2CSH− + OH− → CS32− + H2O[1]

此时再用钡盐将得到的硫代碳酸盐转化为硫代碳酸钡，或直接用硫代碳酸钡和冷冻的5mol/L的盐酸反应，得到硫代碳酸。

用硫代碳酸盐和盐酸的乙醇溶液反应，也能得到硫代碳酸。

## 物理性质
硫代碳酸是一种红色的油状液体，有较高的折光率，熔点-26.85℃，沸点57.85℃。在-110.15℃结晶成黄色单斜晶系的晶体，分子呈平面三角形。
d420=1.483g/cm3，ΔHf=23.4kJ/mol。

## 化学性质
硫代碳酸受热可以分解：
- H2CS3 → H2S↑ + CS2

硫代碳酸也可以和可溶性碱反应，产生硫代碳酸氢盐或硫代碳酸盐。

## 硫代碳酸的衍生物

### 无机化合物
硫代碳酸盐是含有硫代碳酸跟离子和金属阳离子或铵根离子的一类无机化合物，硫代碳酸盐可以溶解硫，产生四硫代碳酸盐，如橙色的硫代碳酸铵[(NH4)2CS3]和硫作用，产生黄色的[(NH4)2CS4]，但它们的溶液是红色的。
硫代碳酸盐的溶解性和普通的碳酸盐类似，如碳酸钡和硫代碳酸钡都难溶于水。

### 有机化合物
硫代碳酸酯是硫代碳酸的酯类化合物，可以通过还原反应得到二硫醚产物：用二碘化钐在六甲基磷酰胺-四氢呋喃-叔丁醇体系中，让硫代碳酸酯的酰硫键发生还原断裂反应，得到相应的二硫醚产物。

而硫代碳酸甲酯与硒氢化钠(NaHSe)反应，可以产生硫酚或硫醇，这种反应为巯基的脱保护提供了一种有效的方法，产率超过90%。

## 外部連結
- ChemicalBook 594-08-1 （页面存档备份，存于）